# SIG SG 550
El SIG SG 550 (Sturmgewehr 90) es un fusil de asalto fabricado por Swiss Arms AG (anteriormente Schweizerische Industrie Gesellschaft) de Suiza. Se considera uno de los fusiles de asalto más precisos fabricados en serie.[cita requerida] Incluye de serie un bípode de plegado integral y una culata plegable. El rifle tiene una acción de disparo tipo AK-47, y también se le conoce como FASS 90 (Fusil d'Assaut Standard Suisse 90) en francés o como Stgw 90 (Sturmgewehr 90) en alemán.
La variante SIG SG 551 tipo carabina de este fusil ha sido adoptada por varias agencias federales estadounidenses debido a su fiabilidad y precisión, así como por numerosas fuerzas especiales en todo el mundo.
Un rasgo interesante de todos los fusiles SIG 550/551/552 es que son equipados con cargadores de plástico translúcido, y que pueden engancharse juntos para facilitar una recarga más rápida. En la parte delantera también destaca una pieza metálica cuyo objetivo es el de mantener el lanzagranadas.

## Historia
En la década de 1970 el ejército suizo comenzó la búsqueda de un nuevo fusil de pequeño calibre para reemplazar al antiguo fusil automático Stgw.57 (SIG 510) de 7,5 mm. Las pruebas iniciales se realizaron con las municiones 5,6 x 48 Eiger y 6,5 x 48 GP 80. Al mismo tiempo, fueron desarrollados prototipos de fusiles por SIG (basados en su diseño SG-540) y la fábrica estatal Waffenfabrik Bern (W + F). Sin embargo, el ejército suizo seleccionó una versión ligeramente mejorada del cartucho 5,56 x 45 OTAN como el 5,6 mm GP 90, y pruebas adicionales demostraron la superioridad del fusil SIG SG 541 sobre su rival de W + F. En 1983, el ejército suizo adoptó oficialmente el SIG SG 541 como el Sturmgewehr-90, o Stgw.90 a pesar de que, debido a razones financieras, la producción no comenzó hasta 1986. En la actualidad, el Stgw.90 es el fusil estándar de Suiza.
El Ejército suizo recibió su última entrega de Stgw.90 a mediados de la década de 1990, pero estos fusiles son todavía ofrecidos para la exportación con la designación SIG SG 550.

## Variantes[1]
- SIG SG 550 Sniper: Versión para francotirador. Con bípode, mira telescópica y cañón específicos.
- SIG SG 551: Carabina. Tiene el cañón más corto que el SG 550, el guardamano modificado y se le ha eliminado el bípode. Con estas modificaciones no se le puede montar un lanzagranadas ni una bayoneta, pero está preparada para el uso en fuerzas especiales y de seguridad.
  - SIG SG 551-1P: Equipada con una mira telescópica Hensoldt 6x42 GL y carrillera desmontable.
  - SIG SG 551 SWAT: Acabado resistente a la corrosión y equipada con una mira óptica, Trijicon ACOG 3,5x35, por ejemplo. También puede aceptar accesorios para misiones tácticas como puntero láser o linterna.
  - SIG SG 551 LB: Esta versión tiene el cañón más largo y permite el uso de lanzagranadas.
- SIG SG 552. Carabina. Tiene las mismas características que la SG 551 pero se le ha mejorado el sistema de disparo e incorpora, al igual que las distintas versiones del SG 551, rieles estándar que permiten acoplar distintos accesorios y miras.
  - SIG SG 552 Commando.
  - SIG SG 552 LB. Esta versión tiene el cañón más largo y permite el uso de lanzagranadas y de bayoneta
- SG 553. Versión mejorada de la SG 552.[2]
- SIG SG 556
  - Tipo: Automático
  - Fabricante: ACOG Inc
  - Munición: 5,56 x 45 OTAN
  - Calibre: 5,56 mm
  - Largo del cañón: 730 mm
  - Peso: 3 kg
  - Capacidad: 30 cartuchos
  - Línea de fuego: 1000 disparos/min

### Variantes civiles
Los SG 550/551/552/553 también están disponibles en modo semiautomático únicamente, orientados al mercado civil. Entre estas variantes encontramos el SG 550/551/552 SP, PE 90 y el SIG Sport. La serie SG 550 está disponible con cañones con dos pasos de estrías: 178 mm o 254 mm. Los fusiles designados SG 55x-1 tienen un paso de 254 mm, mientras que los modelos marcados SG 55x-2 lo tienen de 178 mm. La munición estándar GP 90 está optimizada para el paso original del fusil suizo de 254 mm.
El SIG 522LR es una carabina deportiva semiautomática de 5,5 mm que emplea el cartucho .22 Long Rifle, basada en el SG 551. Opera por retroceso simple y su cañón tiene un paso de estría de una vuelta en 406 mm. Debido a su sistema de funcionamiento, no tiene piezas comunes con otras variantes de la serie SG 550. La SIG522 acepta los cargadores, más fáciles de conseguir, del estilo usado en las conversiones tipo AR a calibre .22.

## Usuarios
- Alemania - Usado por la unidad antiterrorista GSG 9 de la Policía Federal Alemana
- Argentina - El SIG SG 552 Commando es usado por la unidad antiterrorista Grupo Especial de Operaciones Federales de la Policía Federal Argentina y por la unidad especial Grupo Albatros de la Prefectura Naval Argentina.
- Brasil - Usado por la policía federal y por la fuerza aérea
- Canadá - Usado por fuerzas policiales
- Chile - La fábrica FAMAE fabrica fusiles y piezas de la familia 540 y 550.[3] Además, fue el fusil estándar del Ejército de Chile hasta la entrada del fusil de asalto  Galil ACE.[4][5][6]
- Costa Rica - Usados por la Policía Fronteriza de Costa Rica, se despliegan en la frontera norte con Nicaragua
- Corea del Sur - Usado por las fuerzas especiales
- Dinamarca - servicios de inteligencia
- Egipto - Usados por las fuerzas especiales
- España - Grupo Especial de Operaciones (GEO): SIG 551 SWAT, SIG 552 Commando
- Estados Unidos - Usado por algunas agencias federales.
- Finlandia - Usado por algunas fuerzas policiales
- Francia - Usado por las Fuerzas Especiales.
- India- Usado por fuerzas especiales
- Indonesia- Usado por fuerzas especiales
- Italia- Usado por los carabineros
- Macao- Usado por algunas fuerzas de seguridad
- Malasia - Usados por las fuerzas especiales
- Malta - Usado por las fuerzas armadas
- Países Bajos - Usado por la guardia costera
- Pakistán - Usado por algunas fuerzas policiales
- Polonia - Usado por las Fuerzas Especiales.
- Rumania- Usado por fuerzas especiales
- Serbia- Usado por fuerzas especiales
- Eslovaquia- Usado por los carabineros
- Suiza - El SIG SG 550 es el fusil de servicio estándar de las Fuerzas Armadas Suizas y también es ofrecido para exportación
- Taiwán - Usado por las Fuerzas Especiales de Seguridad del Ministerio del Interior.
- Turquía - Usado por las fuerzas especiales
- Túnez - Usado por algunas fuerzas de seguridad
- Reino Unido - Usado por algunas fuerzas de seguridad
- Ciudad del Vaticano - El SIG 552 es usado por la Guardia Suiza Pontificia
- Venezuela - Usado por la Unidad de Operaciones Especiales de la Armada de Venezuela
- México - Usado por varias policías estatales

## Galería

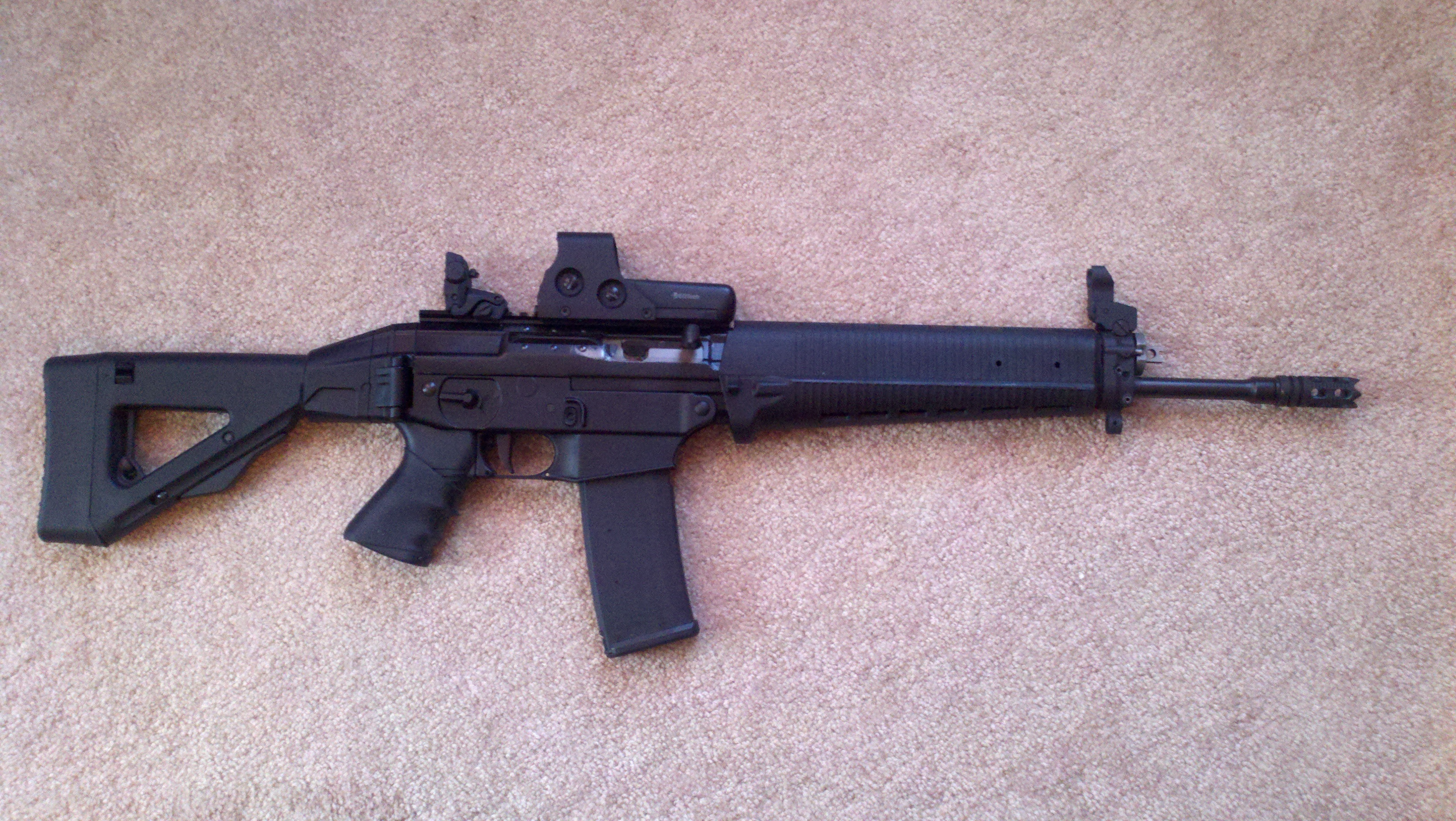
SIG 556 Classic equipado con una mira holografica EOTech 512 y cargador STANAG
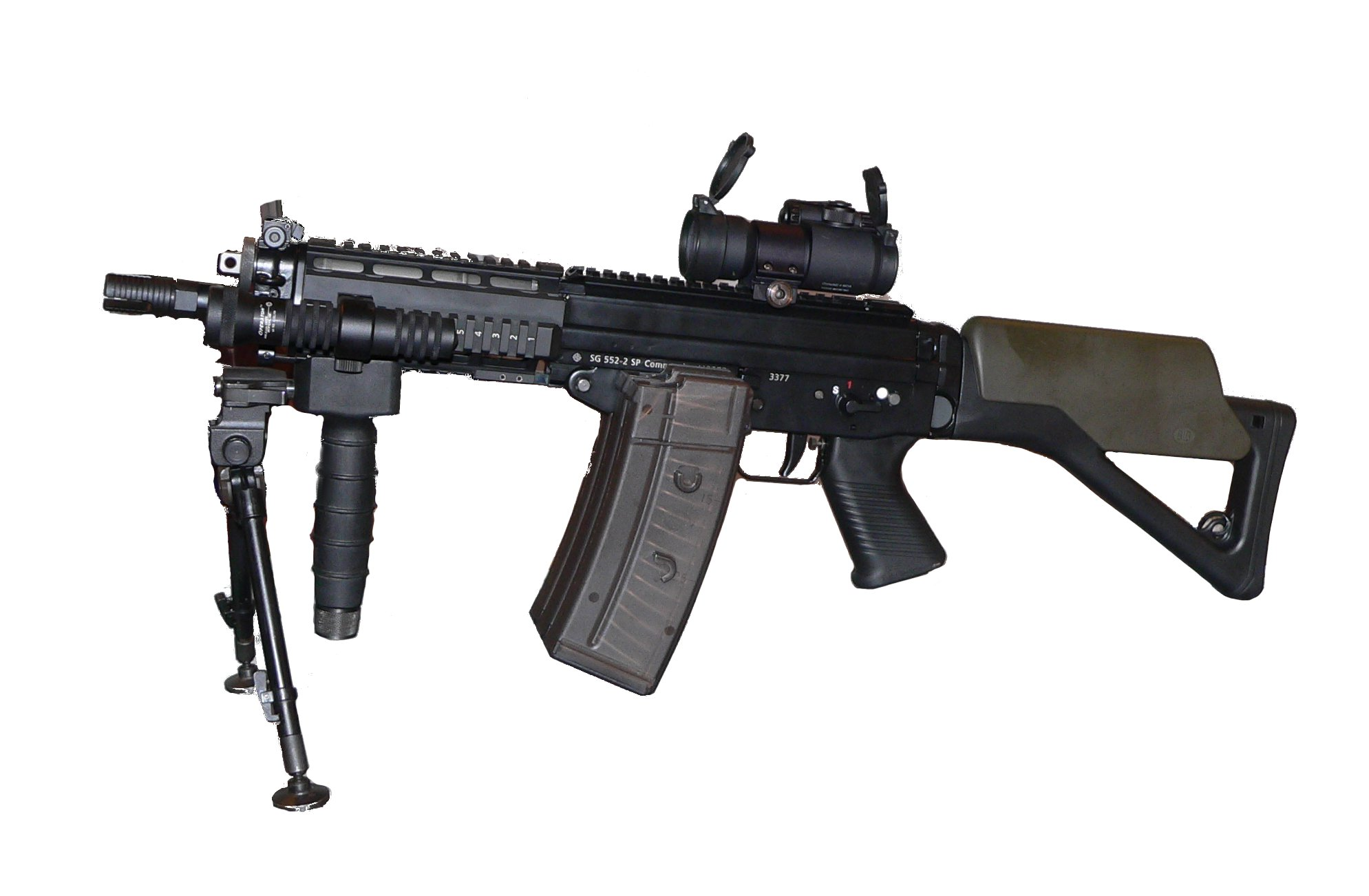
SIG 552 Commando
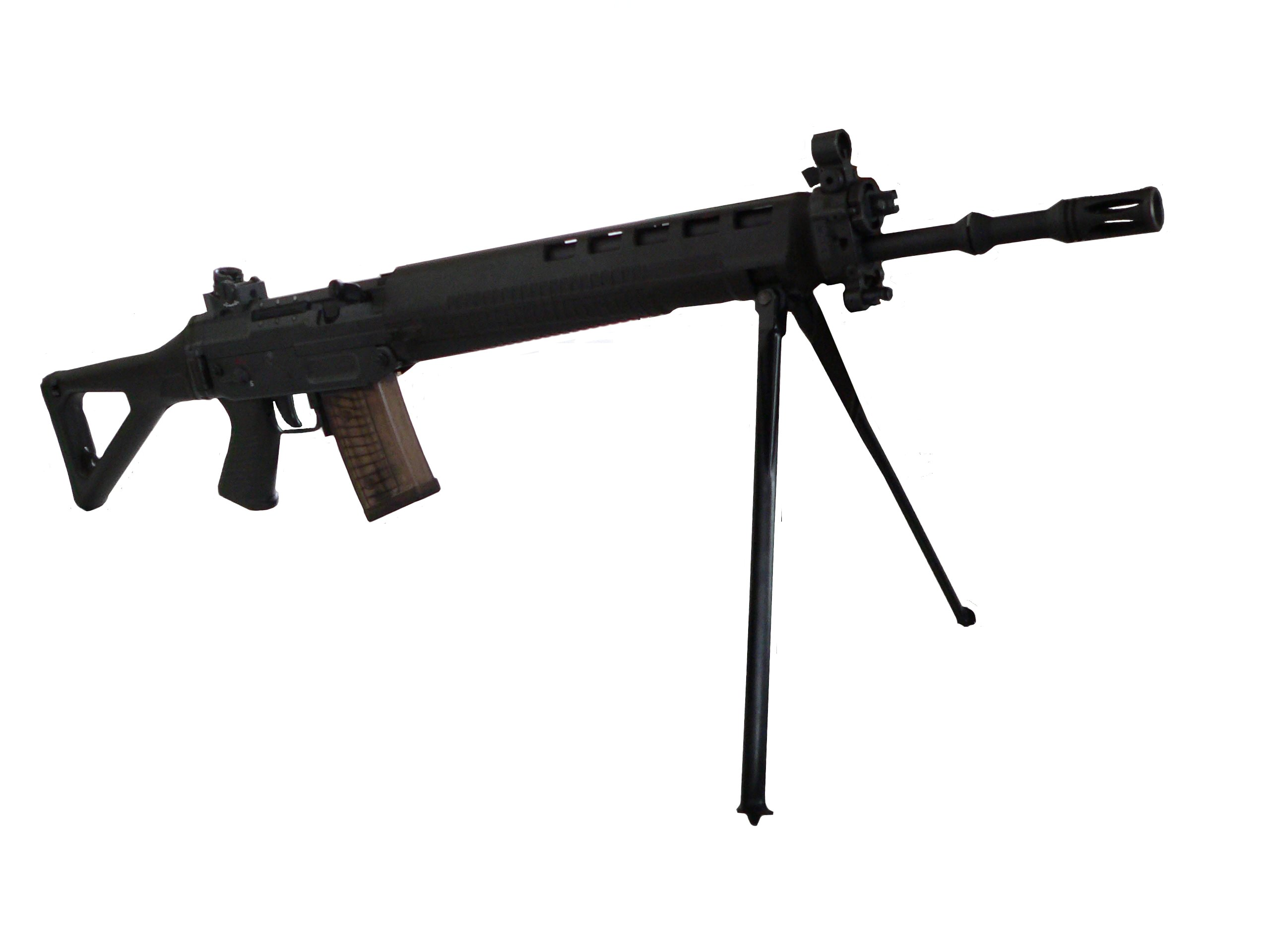
Stgw.90 con bipode extendido
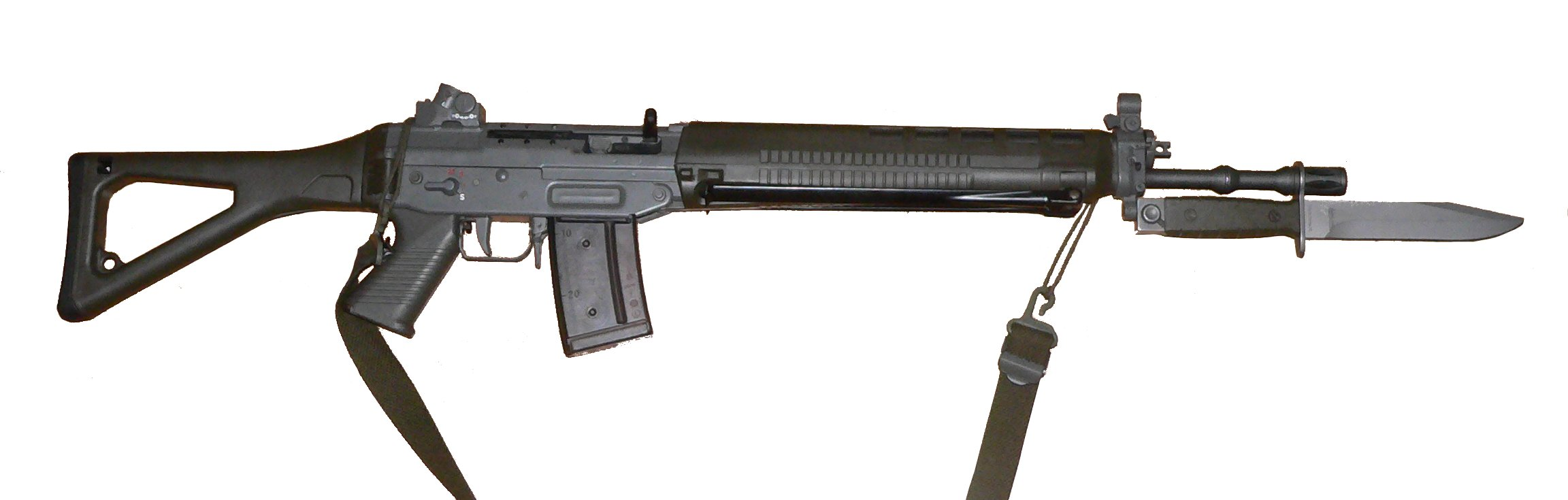
Stgw.90 con bayoneta calada
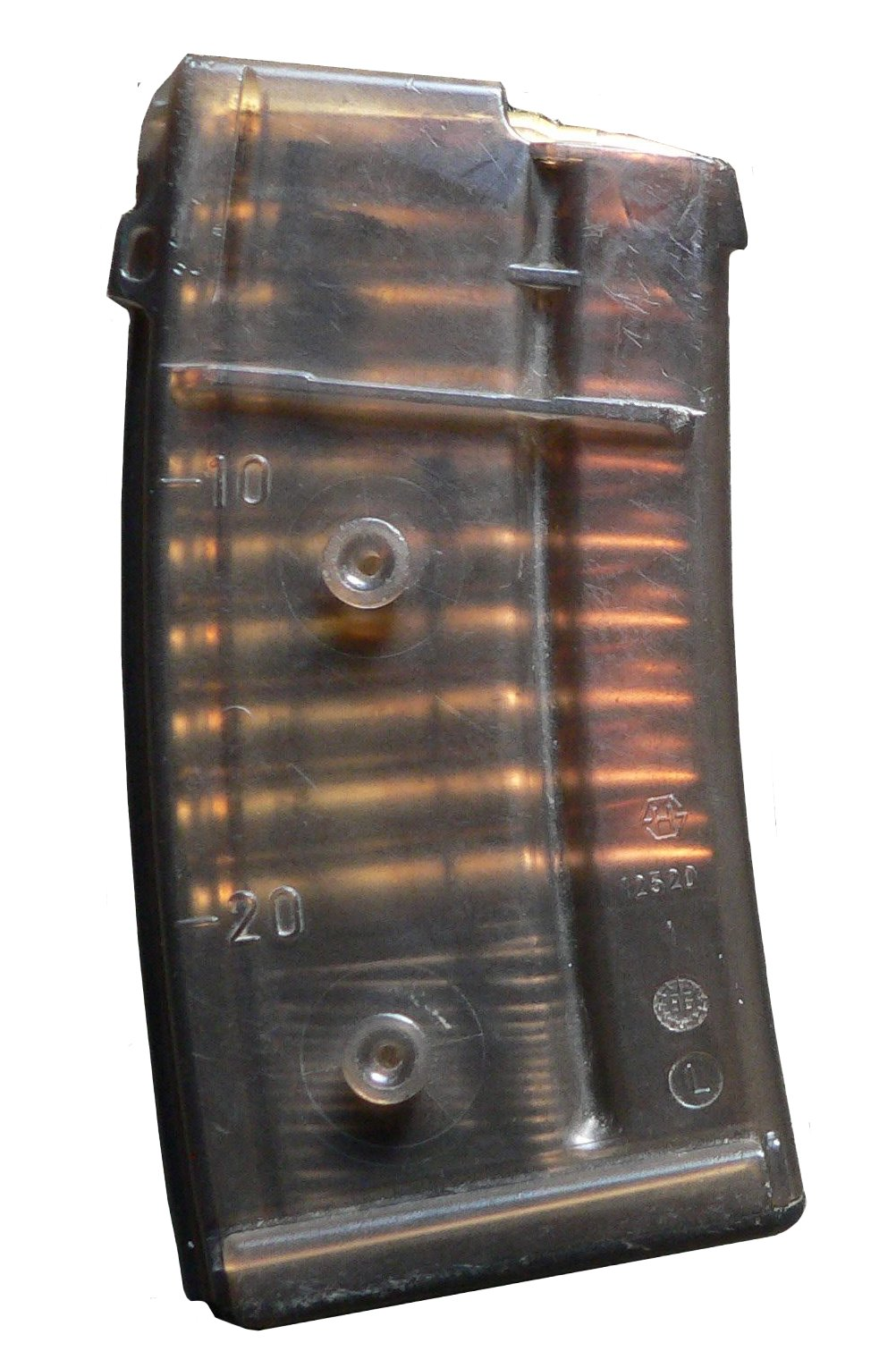
Cargador translúcido del SIG SG 550
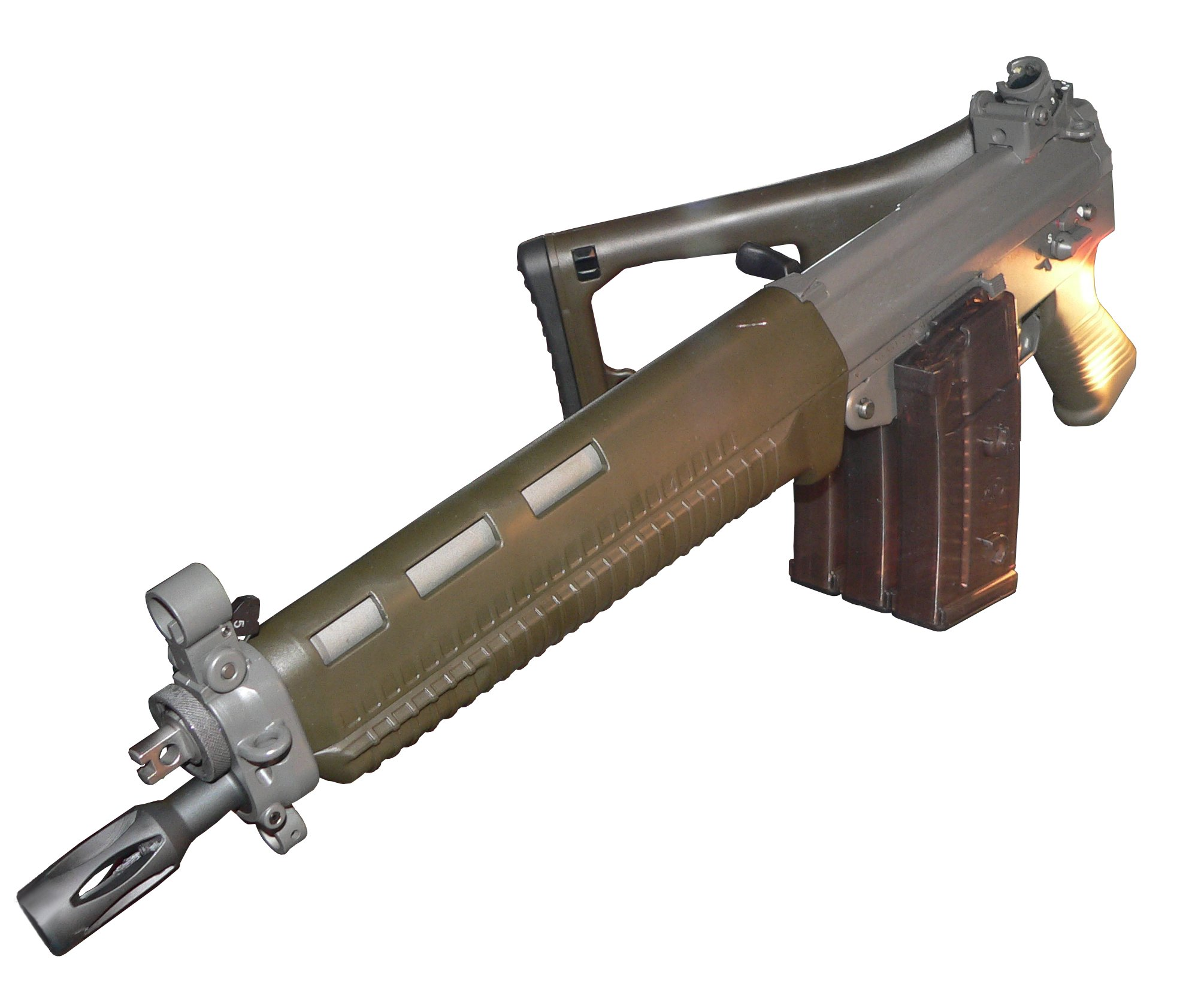
Tres cargadores acoplados entre sí en un SIG SG 550
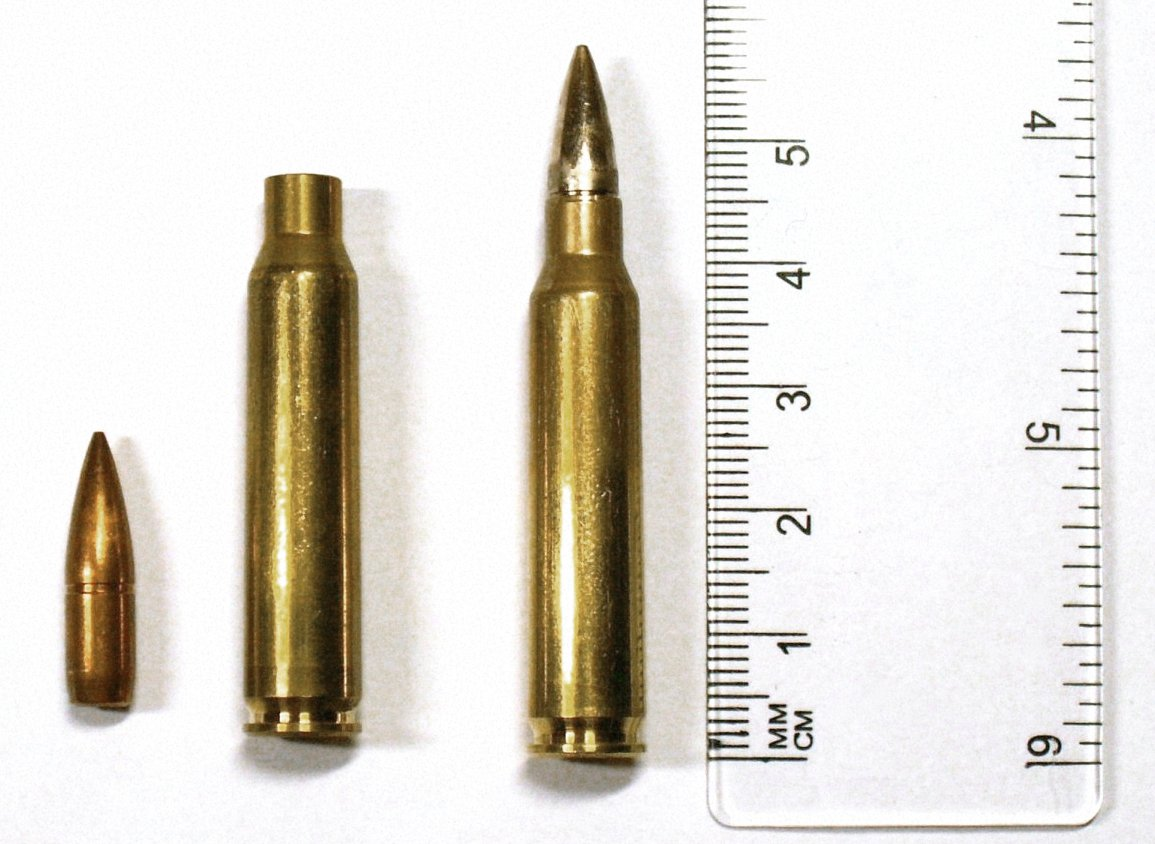
Munición GP 90 (Gewehrpatrone 90) 5,56 × 45 mm OTAN